# Embalse de Proserpina
El embalse de Proserpina es un embalse, que se ha indicado como  de origen romano el cual se cree que se comenzó a construir en el siglo I a. C. La presa y su embalse están situado a 5 km al norte de la localidad de Mérida, dentro de su término municipal, al pie de la sierra de Carija, en la provincia de Badajoz en Extremadura, España. Recoge las aguas de los arroyos Las Adelfas y Las Pardillas, sobre el que se alza la presa. Tiene una capacidad de alrededor de 4 hm3.
La conservación del embalse  se debe a la permanencia del servicio del mismo, tanto para regadío como para esparcimiento ya que desde siembre se ha utilizado como zona de baño y recreo, por lo que se continuó cuidando y modificando. Una de las hipótesis de su destino es que fuera utilizado como  abastecimiento de Augusta Emerita a través del Acueducto de los Milagros, constituyendo la cabecera de uno de los tres sistemas de abastecimiento de la ciudad, aunque otros estudios discrepan de está hipótesis ya que no era practica romana suministrar agua a las ciudades desde presas y embalses y el acueducto parece no tener relación directa con él.
El embalse de Proserpina, así como el de Cornalvo, forman parte de la denominación Conjunto arqueológico de Mérida, declarado Patrimonio de la Humanidad en 1993 por la Unesco.

## Descripción

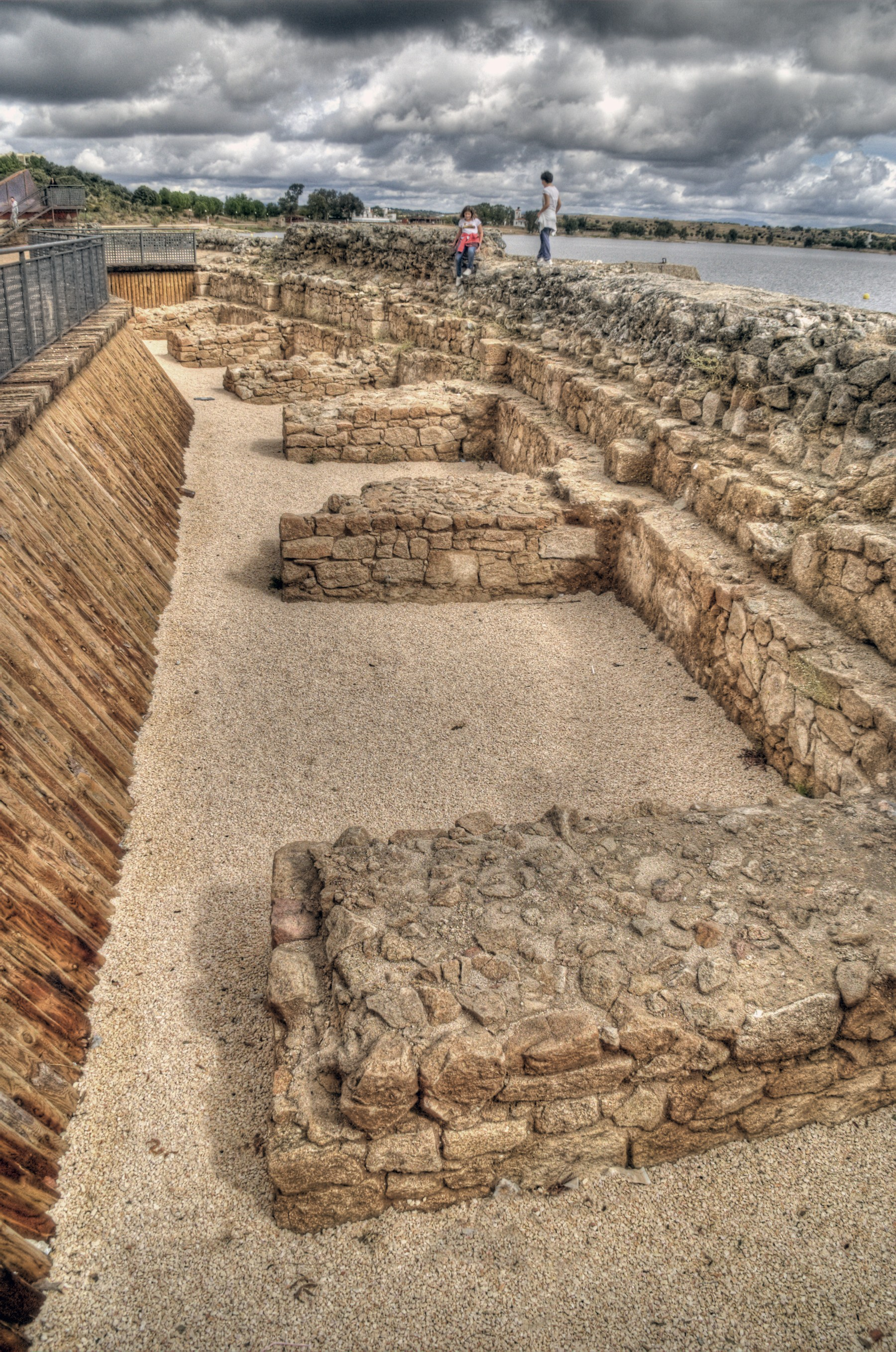
Excavaciones arqueológicas en la parte superior de la presa romana.

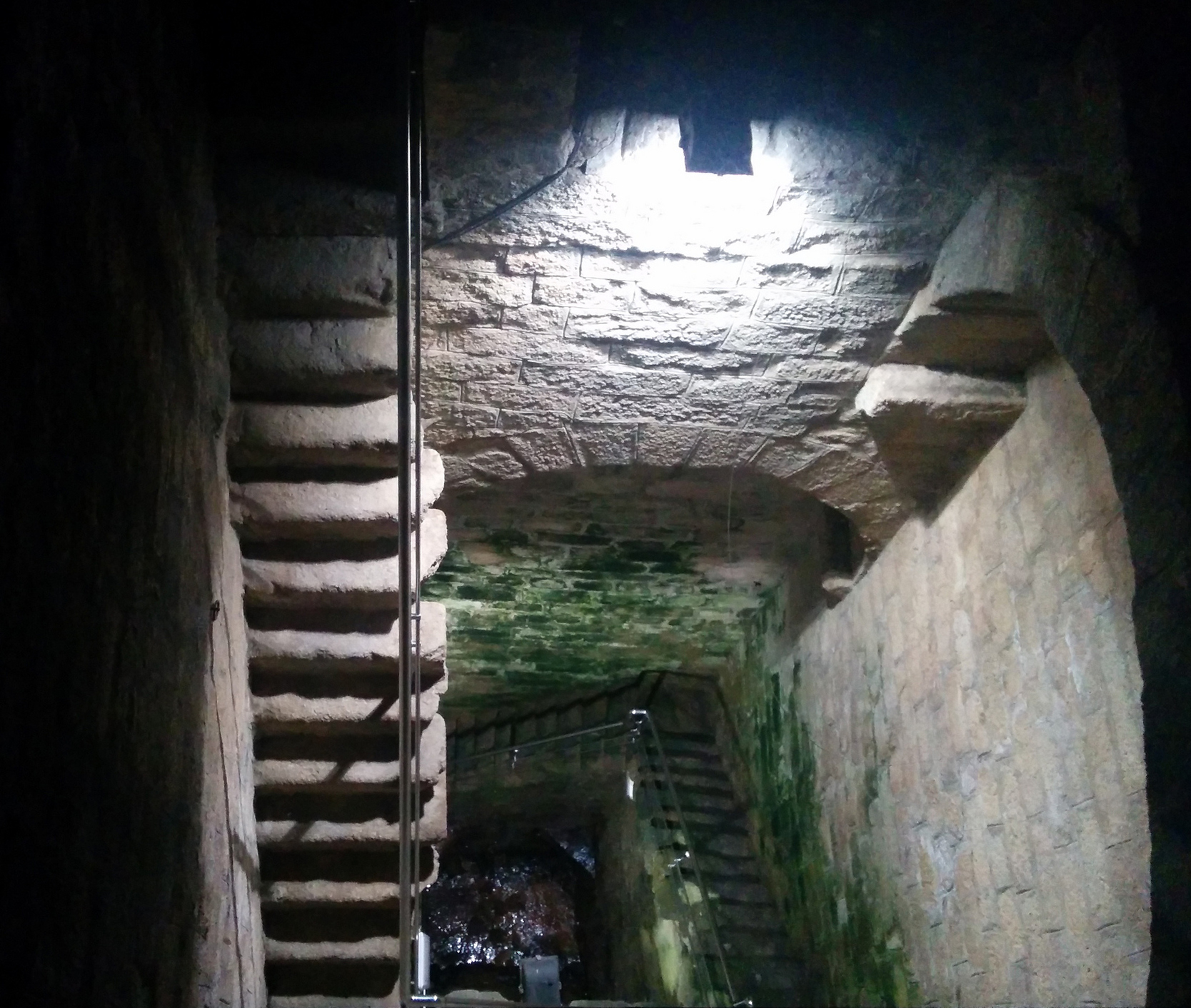
Interior de una de las dos torres de captación de agua de la presa romana.

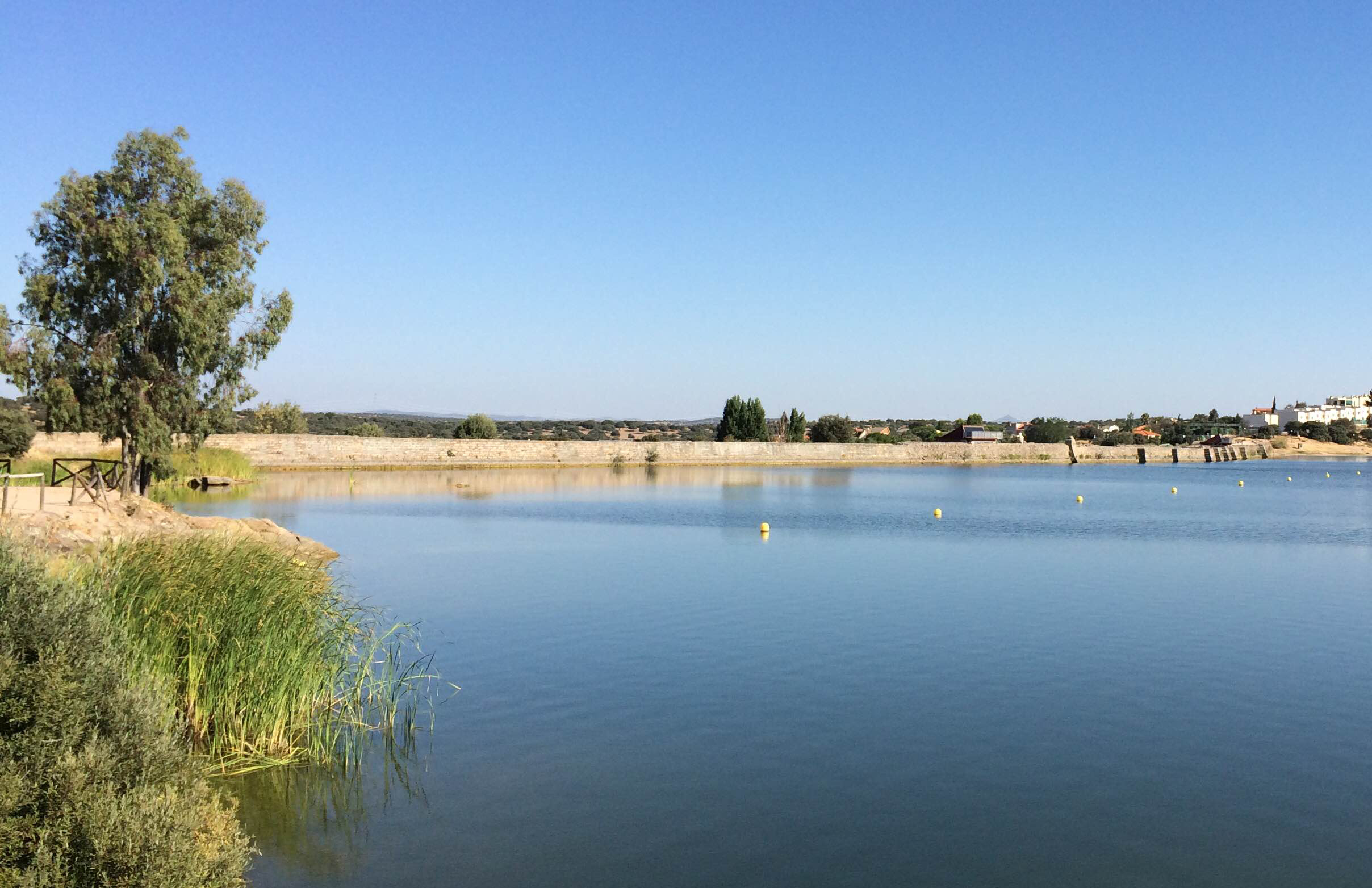
La presa desde la orilla sur.

El embalse está situado en la cuenca del río Guadiana y su gestión corresponde a la Confederación Hidrográfica del Guadiana. Represa el arroyo de Las Pardillas, subafluente del Guadiana a través del río Aljucen y del arroyo  Las Adelfas, abarca unas 72 hectáreas. Sus características son:
- Nombre: Presa de Proserpina.
- Río: Arroyo Las Pardillas.
- Municipio: Mérida.

- Cuenca propia:  8,52 km²
- Trasvase del arroyo de Las Adelfas: 15,25  km²

- Volumen del embalse: 6,5 hm³
- Superficie del embalse: 70 ha.

- Altura de la presa sobre los cimientos: 21,60 metros.
- Longitud de la presa: 427,89 metros.[3]
- Tipo de presa: presa de tierra con pantalla impermeable aguas arriba.

La presa está constituida por un dique en muro pantalla, que mide 427,80 m de longitud y 21,60 m de altura máxima, tiene forma de talud escalonado aguas arriba formado por sillares regulares de granito. En esta zona se adosan nueve contrafuertes de sección rectangular que también tienen configuración escalonada. En la parte opuesta, el dique se refuerza con una gran espaldón de tierra. Durante unas obras de limpieza que empezaron en 1991 y para las cuales se desecó el embalse, se descubrió la base del dique y se comprobó que los contrafuertes tienen forma curva en su parte inferior. Se ha interpretado que puede tratarse de una primera presa de seis metros de altura, construida durante la fundación de la ciudad a finales del siglo I a. C. y que fue ampliada tiempo después, en el siglo II d. C. En la cara del dique que da aguas abajo existen dos torres de captación para regular las salidas de agua, que según alguna hipótesis,  alimentaban el acueducto de los Milagros llevaba el líquido elemento hasta Augusta Emérita,  aunque se han descubierto restos de este acueductos que triplican su longitud y lo disocial de Proserpina. El muro pantalla, con núcleo de hormigón de cal y enmarcado por dos paños de sillería, sillarejo o mampostería según la zona, soporta un amplio terraplén encargado de soportar la presión del agua, mientras que el muro es el elemento impermeable.
La cota de coronación del embalse se complementa médiate un muro lateral de unos 100 metros de longitud con una sección en base de 5,90 metros, situado en la orilla izquierda, que cierra algunos vanos. En este muro se ubica un hueco de 5 metros de longitud por 2 de altura que se denomina "La sangradera" y funciona como aliviadero del sistema. La obra a lo largo de los siglos ha sufrido numerosas remodelaciones.
La construcción de la presa se ha realizado en diferentes etapas, tanto en el muro pantalla como el terraplén. Se aprecian etapas constructivas con paramentos claramente diferenciados, la tipología de la primera etapa, no coincide con la construcción habitual romana, siendo más típica del periodo altomedieval, del siglo VI al siglo X. El espaldón de tierra también se estima que se hizo en diferentes épocas, desde la presa inicial tardoantigua, una primera ampliación medieval, una segunda del siglo XVII y una última que puede ser de época moderna. Los sillares que conforman el muro de la tercera etapa constructiva tienen marcas de cantera que corresponden al siglo XVII.

## Actualidad
En la actualidad, dos barriadas emeritenses comparten el embalse de Proserpina, la Colonia de Proserpina y el Cuarto de Albuera, que están separadas por la presa. El embalse es una zona de baño y recreo muy popular en temporada estival, que cuenta con varios chiringuitos y un camino perimetral de 6 km de longitud muy transitado por caminantes y deportistas. Entre las edificaciones que se levantan junto al embalse están las siguientes:
- Museo del Agua: Situado junta a la zona de bares, con mayor afluencia de gente, por ser un lugar perfecto para el baño, es un edificio moderno utilizado para explicar cómo se abastecía a la ciudad romana. (Cerrado)
- Edificio de la Cruz Roja.
- Iglesia de Proserpina.
- Club de campo Tiro de Pichón
- Camping Proserpina (cerrado desde hace años)

## Cuestionamiento del embalse de Proserpina
Actualmente existen dudas sobre el origen romano y uso del embalse. Estas dudas se basan fundamentalmente en los siguientes supuestos:
- Presas superpuestas: la presa no es una construcción única realizada en la misma época, sino que a lo largo de los siglos se ha ido recreciendo en función de las necesidades de agua embalsada. Si bien el tramo más inferior en el lecho sí podría ser romano, éste no alcanza la altura del punto de captación de agua del acueducto, sino que la presa llegó a esa altura en época medieval.

- Uso del embalse: desde la época de la Grecia Clásica, sabían que el agua estancada era un foco de enfermedades y germen de epidemias, por lo que el uso del agua embalsaba se destinaba a la agricultura y a la ganadería. El acceso al agua potable era una prioridad absoluta para abastecer a cualquier población, por lo cual los romanos mostraron un gran interés en la ingeniería para poder acceder a las fuentes primarias del agua, a través de canalizaciones que partían de los manantiales, donde nacían los ríos y el agua era más pura, hasta llegar a las ciudades. Uno de los objetivos era impedir que el sol tuviera contacto con el agua para evitar la aparición de las enfermedades provocadas por algas, por lo que ésta solía discurrir a través de canalizaciones y tuberías, principalmente de plomo, aprovechando desniveles y creando sifones. Si en algún momento los romanos se veían obligados a almacenar agua para el consumo humano, sería en las llamadas “cisternas”, edificios que no permitían la entrada de luz solar. Posteriormente, los árabes en Hispania lo reutilizarían llamándolos “aljibes”.

- Nuevos tramos del Acueducto de Los Milagros: a pesar de la creencia de que el Acueducto de los Milagros traía agua desde el embalse de Proserpina, el investigador Santiago Feijóo, del Consorcio Monumental de la Ciudad de Mérida ha encontrado restos de la conducción romana que van más allá de la propia presa, por lo que esta presa en realidad no sería el origen del Acueducto., al menos en época romana.

Sin embargo, otras cuestiones reafirman su romanidad, como las siguientes:
- Existencia de presas de época romana: los romanos sí construyeron presas para almacenar agua, aunque su uso estaba orientado al regadío en lugar del consumo humano. Es posible que el acueducto de Los Milagros tuviera pérdidas de agua en el tramo de Proserpina, y esa agua se embalsara para aprovecharlo para el riego en épocas de estiajes de los ríos.
- Uso de materiales de época romana: algunas pruebas realizadas a los materiales encontrados en 1992 tras el vaciado de la presa datan de los siglos I y II, por lo que la estructura inferior sí es probable que sea de época romana. Aunque al igual que otras presas datadas en época romana de la zona, su uso podría ser para el riego.
- Falta de investigación: a día de hoy, todavía hay muy pocos estudios que pongan en duda la época de construcción de la estructura, siendo mayoría los que reafirman su origen romano.[6]

## Curiosidades
Durante siglos, el embalse era conocido como "Charca de la Albuera" o "Albuhera de Carija", (del árabe Albufera, laguna) , debido a que recoge aguas del Arroyo de la Albuhera, un afluente del río Aljucén, y a su cercanía a la montaña de Carija. En el siglo XVIII fue descubierta una lápida en la que se invocaba a la diosa Ataecina-Proserpina, recibiendo desde entonces la actual nomenclatura.
En 1479, en sus alrededores, se libró la Batalla de La Albuera, entre las tropas castellanas de Isabel I La Católica y las fuerzas portuguesas de Juana la Beltraneja, en el marco de la Guerra de Sucesión Castellana.